# 2020-as ukrajnai önkormányzati választások

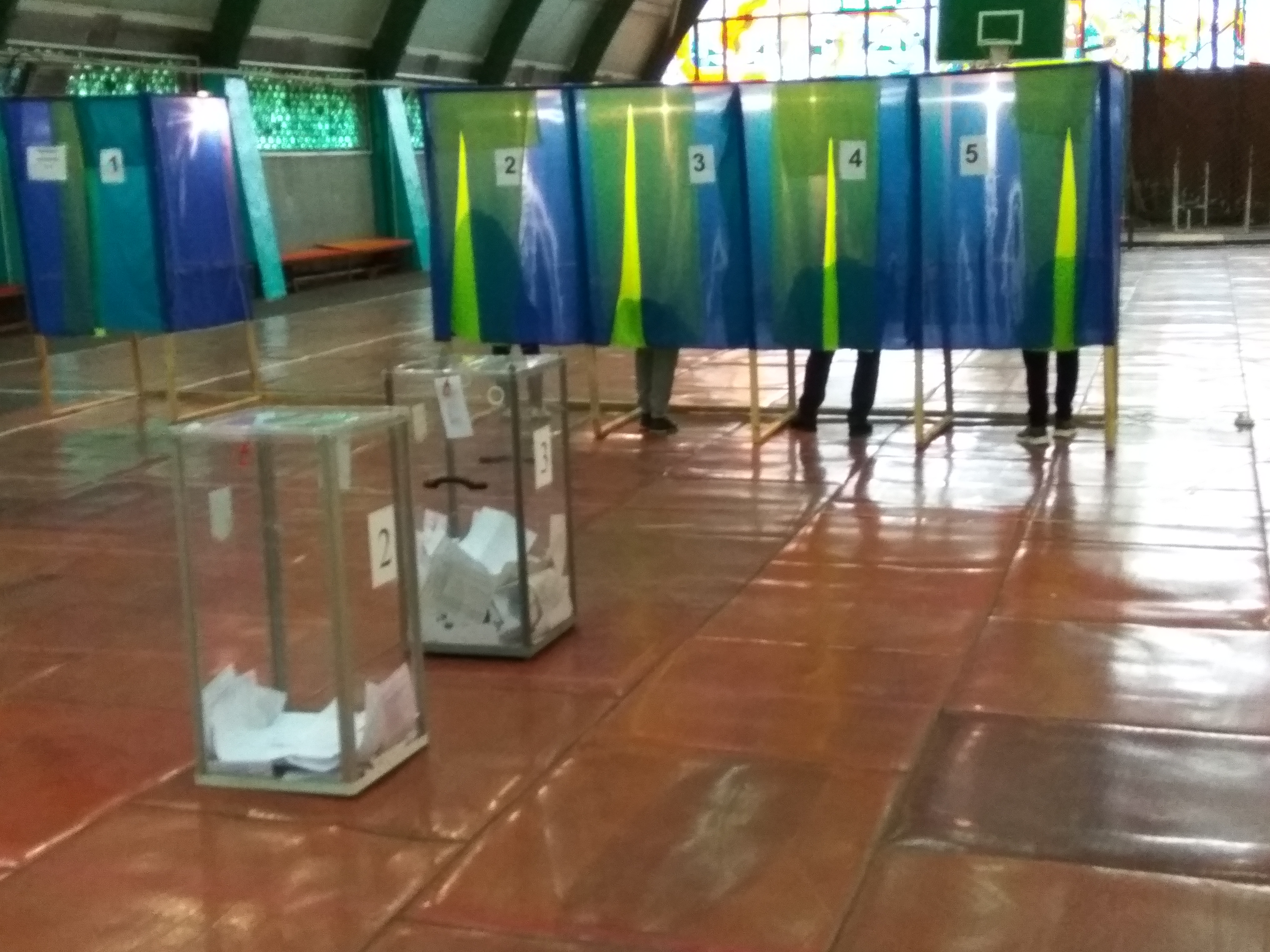
Szavazóhelyiség Turbivben (Vinnicjai terület)

A 2020-as ukrajnai önkormányzati választásokat 2020. október 25-én tartották 8:00 és 20:00 között. A választások során a helyi települési önkormányzatok vezetőiről és képviselőiről, a kistérségek (hromadák) vezetőiről és összetételéről, továbbá a járási tanácsok és a területi tanácsok összetételéről szavaztak Ukrajnában a választásra jogosultak. A 2014-től orosz megszállás alatt lévő Krími Autonóm Köztársaságban és a közigazgatásilag ettől független Szevasztopolban, valamint a Donecki és a Luhanszki terület szintén orosz ellenőrzés alatt álló részein nem tartották meg az önkormányzati választásokat. A választások időpontjáról 2020. július 15-én döntött az Ukrán Legfelsőbb Tanács, a választási kampány hivatalosan szeptember 5-én kezdődött el.
A szavazási névjegyzékben mintegy 28,1 millió választó szerepel és több mint 29 ezer szavazókörben lehet szavazni. A legtöbb szavazó négy szavazólapon szavazhat (települési polgármester, települési tanács, kistérségi tanács, területi tanács). A kijevi lakosok két szavazólapot kapnak, ők csak a polgármesterre és a városi tanács képviselőire szavazhatnak. Egyes városokban (Poltava, Zsitomir, Kropivnickij, Herszon, Krivij Rih) a szavazók öt szavazólapot töltenek ki, az ötödik szavazólapon a városi kerületi képviselőkre szavazhatnak.
Az október 25-i önkormányzati választás már a 2020 júliusában elfogadott ukrajnai közigazgatási reform eredményeként átalakított új közigazgatási struktúrában zajlott. Az október 25-i szavazás nyomán alakulnak meg az új járások tanácsai, valamint a járási és a települési szint között létrehozott kistérségek (hromadák) tanácsai.
A választások tisztaságát figyelő Opora civil szervezet mérése szerint 16:00-ig országosan 27% volt a részvételi arány.
Az Ukrán Választási Bizottságnak (CVK) 2020. november 6-ig kell kihirdetnie a választások eredményeit. A szavazókörök 97%-ának adatai szerint a részvétel 37%-kos volt.
Az önkormányzati választásokkal egy időben a Csernyivci területen található 208. egyéni választókerületben időközi parlamenti választást is tartottak a korábbi parlamenti képviselő halála miatt.